# デザイン会社
デザイン会社（デザインがいしゃ）とは、視覚領域において意匠計画や図案、設計を手掛ける会社。グラフィック・プロダクト・建築などのデザインを行う会社。

## デザイン会社一覧

### 日本のデザイン会社

#### あ
- アクシス (企業)
- 芦屋人
- アシュラスコープインスタレーション
- アルファポイント
- アルファ (POP)
- Ambrosino&sato

#### お
- 鳳コンサルタント環境デザイン研究所

#### く
- 空間創研
- クラマタデザイン事務所
- グラムコ
- グリーンハウス (企画会社)

#### け
- ケイテック

#### し
- シー・アイ・エー
- GK京都
- GK設計
- GKデザイングループ
- C-Sky
- SIGNO
- 伸童舎

#### す
- スペース (企業)

#### せ
- セブンスターズ
- 船場 (企業)
- センチュリースカイ

#### た
- 第一紙行
- タイクーングラフィックス

#### て
- D&Dスタジオ
- DNA (企業)
- デザインオフィスライン
- デザインクラブ
- デザインファクトリー (千葉県)
- デジタルビイム
- デジマグラフ

#### と
- TWELVE NINE
- 東京ランドスケープ研究所
- トッパン エディトリアル コミュニケーションズ
- DRAFT

#### に
- 日映美術
- 日建スペースデザイン
- ニトロプラス
- 日本デザインセンター（日本）

#### ね
- Nendo

#### の
- NOSIGNER
- 乃村工藝社

#### は
- バウハウス (グラフィックデザイン)
- HAKUHODO DESIGN

#### ふ
- フィリアデザイン
- Bookwall
- プリンツ21

#### へ
- ヘッズ
- BABY FAZE
- ベル・フルール

#### ほ
- ボーダレス (企業)

#### ま
- マインドスケープ
- マンガデザイナーズラボ

#### め
- メタスタジオ

#### や
- 屋根裏設計

#### ら
- ライフ計画事務所

#### れ
- レイアップ
- レイ・クリエーション

#### わ
- ONEデザインズ

### 海外のデザイン会社

#### 0–9
- 8vo (design)
- 23 Envelope
- 75B

#### A
- A+B Kasha
- Jules Allard and Sons
- Aschermann Studio
- Airside (company)
- Atelier Mendini
- A&E Design
- Ammunition Design Group
- Artek (company)
- ASCAMM
- Astro Studios
- Artefact（アメリカ）
- Architecture and Vision
- Arclinea
- Arflex

#### B
- Bobby Berk
- Peter Biľak
- Barber & Osgerby
- Bevolo Gas and Electric Lights
- Brionvega
- BCG Digital Ventures（アメリカ）
- Bunch（イギリス）
- BVD（スウェーデン）
- Beta Tank
- Brand New School
- Bugaboo International

#### C
- Callidus Guild
- Calori & Vanden-Eynden
- Castle Bryant Johnsen
- Chermayeff & Geismar & Haviv
- Comicraft
- Continuity Associates
- Carlson Baker Arts
- Cassina S.p.A.
- Cerno LLC
- Claesson Koivisto Rune
- Creativeans
- CRP Group
- character（アメリカ）
- Continuum（イギリス）
- Control Group
- Creative Capital China

#### D
- A. H. Davenport and Company
- Denning & Fourcade, Inc.
- Design Worldwide Partnership
- Design Team One
- The Designers Republic
- Dutch Type Library
- Dynamic Diagrams
- Design Triangle
- Designworks
- Droog (company)
- Dunne & Raby
- Design Studio（イギリス）
- Design Council（イギリス）
- Designit（デンマーク）
- Denmark Design Center（デンマーク）
- Demiurge Unit
- Design Workshop
- DONDA
- Dreamfarm

#### E
- Eleven LLC
- EPAMシステムズ
- EGGS Design
- Elephant Design
- Ecobranding

#### F
- Forrec
- Frederick Sage & Company
- The Firecracker Press
- Fred & Eric
- Fiskars
- Frank Etc.
- Frog Design Inc.
- Fuseproject
- Frog design（アメリカ）
- FJORD（イギリス）
- The Fool (design collective)

#### G
- GBH (design and advertising agency)
- Graphic Thought Facility
- Grapus
- Greenfield Belser
- Gufram
- Ghost Robot
- Grafomap

#### H
- Jo Hamilton (interior designer)
- Hawkins\Brown
- Hirsch Bedner Associates
- Hille (furniture)
- H5 (French company)
- Fons Hickmann
- Hipgnosis
- Hoefler & Co.
- Heydays（ノルウェー）
- hellon（フィンランド）
- Hirsch Bedner Associates
- Humble (production studio)
- Herman Miller (manufacturer)

#### I
- Irving and Casson
- Invisible Creature
- International Forum Design
- Ivchenko-Progress
- IDEO（アメリカ）
- livework（イギリス）
- Italdesign Giugiaro（イタリア）

#### J、K、L
- Jestico + Whiles
- Jannuzzi Smith
- Johnson Banks
- JRP-Ringier
- Juutila Foundry
- Kartell
- KartenDesign
- KSS Design Group
- Knoll (company)
- Karlssonwilker
- Jan Koemmet
- Kvorning Design & Communication
- LUNAR（アメリカ）
- Lumen (branding agency)
- Les Graphiquants
- La Manufacture Cogolin

#### M
- Maison Jansen
- Meyer Davis
- MK12
- Manhattan Design
- C. R. Makepeace & Company
- Michael Hertz Associates
- Mormedi
- moto-goto（アメリカ）
- Mucho（スペイン）
- Method (Experience Design Firm)
- Moooi
- Muzzley

#### N
- NewDealDesign
- Nice Shoes
- Non-Format
- Norm (graphic design group)
- Number Seventeen (design)
- Natuzzi
- Nectar Design
- NYC（アメリカ）
- nurun（カナダ）

#### O、P
- Original design manufacturer
- PSLab
- PHUNK
- Push Pin Studios
- Patton Design
- Pilotfish (company)
- Poltrona Frau
- Product Development Technologies
- Pentagram（アメリカ）
- Pininfarina（イタリア）
- Pen & Pixel

#### Q、R、S
- Quirky (company)
- Rhizomatiks
- Riverside Manufacturing LLC
- F. Schumacher & Co.
- Space Caviar
- Studio Dumbar
- Stylorouge
- Sidel
- Snøhetta (company)
- Studio Drift
- Sundberg-Ferar
- SD/（イギリス）
- SEA（イギリス）
- seymourpowell（イギリス）
- Stillman & Eastwick-Field Partnership
- The Stone Twins
- Studio Makkink & Bey
- Svenskt Tenn
- SDL（スウェーデン）

#### T
- Tomato (design collective)
- Trickett & Webb
- TRIO Sarajevo
- Teague（アメリカ）
- 31volts（オランダ）
- Temahome
- Think Company
- Thomas Lyte
- TJ Innova Engineering & Technology

#### U、V、W
- Unimark International
- Universal Everything
- V12 Design
- Veryday
- Warren Group – Studio Deluxe
- WhiteBoard Product Solutions
- Williams Murray Hamm
- Winkreative（イギリス）

#### X、Y、Z
- Yabu Pushelberg
- ziba（アメリカ）

#### あ
- IDEO
- アルテピアッツァ

#### い
- イタルデザイン・ジウジアーロ
- イッタラ
- I.DE.A
- インターブランド

#### う
- WEST8
- ウォーターデザイン
- ウルフ・オリンズ

#### え
- エイトインク

#### か
- カロッツェリア・ギア

#### き
- CALTY

#### く
- Clrk & McKnly

#### こ
- ゴッラ

#### さ
- 希萌創意
- サラダ・ドレッシング
- The Works (スタジオ)

#### せ
- 川葳寰宇

#### ち
- 青島宙慶工業設計

#### て
- デザイナーズ・リパブリック
- デジテック

#### ひ
- ピニンファリーナ
- ヒプノシス

#### ふ
- ブラビス・インターナショナル
- フロッグデザイン

#### へ
- ペーター・シュミット・グループ
- ベルトーネ

#### ほ
- ポルシェデザイン

#### ら
- ランドーアソシエイツ

#### ろ
- ローゼンダール (企業)

を参照。

## 大手デザイン会社一覧
- HAKUHODO DESIGN
- GKデザイングループ
- 日本デザインセンター
- DRAFT

## プロダクト系デザイン会社一覧
- Nendo
- ポルシェデザイン

## 工業デザイン会社一覧
- A＆Eデザイン
- Ammunition・デザイン・グループ
- Artek
- ASCAMM
- アストロスタジオ

- バーバー＆オスガービー
- Bevoloガス・アンド・エレクトリクライツ
- ブリオンベガ

- カールソンベイカーアーツ
- カッシーナSpA
- Cerno LLC
- クレッソンコイビストルーン
- Creativeans
- CRPグループ

- デザイントライアングル
- デザインワークス
- Droog
- ダン＆レイビー

- Eleven LLC

- フィスカース
- フランク Etc.
- カエルデザイン
- ヒューズプロジェクト

- グフラム

- ハーマンミラー

- IDEO
- インターナショナル・フォーラム・デザイン
- イヴチェンコプログレス

- Juutila Foundry

- カルテル
- KartenDesign
- ノール

- Lunarデザイン

- CR Makepeace＆Company
- マイケルハーツアソシエイツ
- モルメディ

- ナッツィ
- ネクターデザイン
- NewDealDesign

- パットンデザイン
- パイロットフィッシュ
- Poltrona Frau
- プロダクトデザインテクノロジーズ

- Riverside Manufacturing LLC

- Sidel
- スノヘッタ
- スタジオドリフト
- スンドバーグフェラル

- V12デザイン
- ベリーデイ

- ホワイトボード・プロダクト・ソリューション

## グラフィック系デザイン会社一覧
- 日本デザインセンター
- GKグラフィックス
- DNA (企業)
- タイクーングラフィックス
- ペーター・シュミット・グループ
- 日映美術
- 東方社
- 芦屋人

- 8VO
- 23エンヴェロップ
- 75B

- エアサイド
- アトリエメンディニ

- ピータービチャク

- カロリ＆ヴァンデンアインデン
- キャッスルブライアントジョンセン
- チェルマエフ＆ガイスマー＆ハビブ
- コミクラフト
- Continuity Associates

- デザインチーム1
- ザ・デザイナー・リパブリック
- ダッチ・タイプ・ライブラリ
- Dynamic Diagrams

- ザ・ファイアークラッカー・プレス
- フレッド＆エリック

- GBH
- Graphic Thought Facility
- Grapus
- Greenfield Belser

- H5
- フォンス・ヒックマン
- ヒプノシス
- Hoefler＆Co.
- Invisible Creature

- Jannuzzi Smith
- ジョンソンバンクス
- JRPリンジェ

- カールソンウィルカー
- ヤンケーメット
- Kvorning Design＆Communication

- レグラフィカン
- ルーメン

- マンハッタンデザイン
- マイケルハーツアソシエイツ
- MK12

- NewDealDesign
- ナイス・シューズ
- ノン＝フォーマット
- Norm
- ナンバーセブンティーン

- ペンタグラム
- PHUNK
- プッシュピンスタジオ

- スペースキャビア
- スタジオダンバー
- スタイロルージュ

- トマト
- トリケットとウェッブ
- トリオサラエボ

- ユニマークインターナショナル
- Universal Everything

- ウォーレングループ–スタジオデラックス

## 自動車・バイク系デザイン会社一覧
- カロッツェリア
  - イタルデザイン・ジウジアーロ
  - ピニンファリーナ
  - GKダイナミックス
  - ケイテック

## ヨットのデザイン会社
- アレクサンダーロバートソン＆サンズ
- Axisグループヨットデザイン

- コックス＆スティーブンス

- ファーヨットデザイン
- ファリアーマリン

- J＆Jデザイン

- ローガンブラザーズ
- LOMOceanデザイン

- レイチェル/ピュー

- ショーヨット・デザイン
- 船舶海洋産業研究開発センター
- スパークマン＆スティーブンス

- ウォーリーヨット

## WEB系デザイン会社一覧
- アート。レベデフスタジオ

- グローバルメディアインサイト

- ジョセフマーク

- Kampyle

- NGP VAN

- Xpanse CGI

- Blue Fountain Media
- ブルーホスト

- ヘリテージ・インターネット・テクノロジーズ

- JESS3
- ジョセフマーク

- 37signals

- アークコミュニケーションズ
- アイ・エム・ジェイ
- IMJモバイル
- アイキッズ
- アイティオール
- アイティフォー
- AliveCast

- イー・バード
- イーストクリエイティブ
- ERAS
- イルグルム
- インフォマークス

- エイジア (企業)
- エクスフィールド
- エグゼクティブクリエイション
- NRIネットコム
- NTTラーニングシステムズ
- ND&I

- オーエムエンジニアリング
- オスポック

- KAI-YOU
- かっぺ
- カフェグルーヴ
- カヤック (インターネット企業)

- ギークフィード

- クオラス
- クスール (企業)
- Craudia
- クリエイターズネクスト

- ケシオン

- コム・クエスト

- サイエント
- SIGNO
- シフトテック
- Surely

- スケアクロウ・ファクトリー
- スタイル・フリー
- スパークジャパン
- スピーディア

- ゼネラルアサヒ

- デイアライブ
- ディープ (企業)
- TBSグロウディア
- デジタルガレージ
- 電脳職人村

- ナナメウエ

- 日経映像
- 日本テレビアート

- ネオプラス
- ネットイヤーグループ

- バーグハンバーグバーグ
- バスキュール
- ハングリード

- ビジネス・アーキテクツ
- BIJIN&Co.

- ファーストビット
- フィリアデザイン
- BroadBank

- マーケティングパートナー
- まくびー

- MEDIACO

- モンスター・ラボ

- ゆびとま

## ステンドグラスメーカー
- カールゲイリング・エルベン社
- ジョン・J・キンセラ社

## 宝飾系
- GINZA TANAKA

- アイティオール
- 旭ダイヤモンド工業
- アスプレイ
- As-meエステール
- アテナ宝石デザイン研究所
- アルゴダンザ

- 今啓パール

- エス・テー・デュポン
- エフ・ディ・シィ・プロダクツ

- ガラード (宝石商)
- カルティエ

- グランサンク
- クレイン (企業)
- 桑山

- ココ山岡
- ゴローズ

- 三雄工芸

- 信濃アクセサリー
- ジュエリー秋
- ジュエリーかまた
- ジョージ・ジェンセン

- スタージュエリー

- セスタディカラッチジャパン

- タカハシパール
- タカラ堂
- TASAKI
- WSP (企業)
- 鍛造指輪 (企業)

- 中外鉱業

- ツツミ

- ディアスワタナベ
- ティファニー
- 天賞堂

- 俄 (企業)

- ハートインダイヤモンド
- ハリー・ウィンストン
- ヴァンクリーフ&アーペル
- パンドラ (ジュエリー)

- ピアジェ (ブランド)
- 美宝堂

- ブシュロン
- ブルガリ
- ブルーナイル (企業)

- 三貴
- ミキモト

- モーブッサン

- 山一織物

- 4℃

- ライフジェム

- リブート (企業)
- 琉球真珠

- ワーグナー宝飾店 (ウィーン)

- Alor（会社）
- アンディンインターナショナル

- ベラビート
- ブラック、スター、フロスト
- ブロムバーグ

- カドーロ
- チャベス・フォー・チャリティー

- ダイアモンド
- ディアモニーク
- Dieges＆Clust
- Duneジュエリー
- The Giving Keys

- ハウス・オブ・ハーロー

- ジュエリー・for a Cause
- ジョセフ・オブ・ハリウッド
- ヨステンス

- ネイピアカンパニー

- オスカーヘイマン＆ブラザーズ

- ポーター・ライオンズ

- スカルセリダイヤモンド

- タコリ
- ティファニージュエリー
- トムビンズデザイン

- ビレッジホビーショップ

## プランニング系デザイン会社一覧
- サップ

## インテリアデザイン会社一覧
- Temahome

- A + Bカシャ
- ジュールアラード・アンド・サン
- アシャーマンスタジオ

- バターズビーハワット
- ボビー・バーク
- BUILD IT by Design

- カリダスギルド

- AHダベンポートアンドカンパニー
- Denning＆Fourcade、Inc.
- デザイン・ワールドワイド・パートナーシップ

- Forrec
- フレデリック・セージ・アンド・カンパニー

- ジョーハミルトン（インテリアデザイナー）
- ホーキンス\ブラウン
- ハーシュベドナーアソシエイツ
- ヒレ

- アーヴィング・アンド・キャッソン

- Jestico + Whiles

- KSSデザイングループ
- Kvorning Design＆Communication

- ラマニュファクチャリングコグリン

- メゾンヤンセン
- マイヤー・デイビス

- PSLab

- ROR

- F.シューマッハ＆Co.
- スヴェンスクトテン

- ヤブ・プシェルバーグ

## 建築系デザイン会社一覧
- 建築設計事務所　en:List_of_architecture_firms
- ディスプレイ業（船場 (企業)、GK設計他）
- アトリエ系建築設計事務所（安藤忠雄建築研究所・隈研吾建築都市設計事務所他）
- 組織系建築設計事務所（日建設計・三菱地所設計他）
- 建設業設計部（大林組・大成建設・清水建設・鹿島建設他）